# Provincia de Béni Abbès
Béni Abbès (en árabe: ولاية بني عباس‎) es una provincia argelina creada en 2019, anteriormente, una provincia delegada creada en 2015.

## Geografía
La provincia de Béni Abbès está en el Sáhara argelino; su superficie es de 101 350 km².
Está delimitada:
- al norte con la provincia de Béchar y Marruecos;
- al este por la provincia de Timimoun;
- al oeste con la provincia de Tinduf;
- y al sur con la provincia de Tinduf y la provincia de Adrar.

La mayor parte de la provincia son campos de dunas de arena inhabitables (ergs), en particular Gran Erg Occidental y Erg Er Raoui, o llanuras secas (hamadas) aptas para el pastoreo pero con agua superficial insuficiente para sustentar la agricultura. La mayoría de los asentamientos se concentran en oasis a lo largo del valle de Saura y sus afluentes. Un acuífero debajo del Erg Er Raoui sustenta la excepción principal, Tabelbala.
Los recursos naturales incluyen cobre en el sur en Djebel Ben Tagine.

## Historia
La base económica tradicional de los oasis era la agricultura, en particular el cultivo de palmeras datileras y cereales. Los habitantes de Igli hablan bereber, y los de Tabelbala una lengua songhay, korandje; en otros lugares, se habla árabe. Muchos de los oasis tenían poblaciones significativas de haratin o shurfa. Una notable zauía (escuela religiosa tradicional) se encuentra en Kerzaz. La región también albergaba una importante población nómada de pastores, principalmente árabes, en particular Ghenanma, Chaamba y Erguibat; algunos de estos siguen siendo nómadas, pero la mayoría se ha asentado en los oasis. Las rutas comerciales transaharianas que pasan por esta región desempeñaron un papel importante en su economía en tiempos premodernos, pero en la actualidad han sido reemplazadas.

## Divisiones administrativas
La provincia está compuesta por 6 distritos y 10 municipios.
Los distritos son:
1. Béni Abbès
2. Kerzaz
3. El Ouata
4. Tabelbala
5. Ouled Khoudir
6. Igli

Los municipios son:
1. Béni Abbès
2. Beni Ikhlef
3. El Ouata
4. Igli
5. Kerzaz
6. Ksabi
7. Ouled Khoudir
8. Tabelbala
9. Tamtert
10. Timoudi

## Historia
La provincia de Béni Abbès fue creada el 26 de noviembre de 2019.
Anteriormente, era una provincia delegada, creada según la ley n° 15-140 del 27 de mayo de 2015, que crea distritos administrativos en ciertas provincias y fija las reglas específicas relacionadas con ellas, así como la lista de municipios que están adscritos a ella. Antes de 2019, estaba adscrito a la provincia de Béchar.